# نظرية الهيكلة
نظرية الهيكلة (بالإنجليزية: Structuration Theory)‏هي نظرية اجتماعية تفسر نشأة وإنتاج النظم الاجتماعية، وتستند إلى تحليل كل من البنية والفاعلين دون إعطاء الأولوية لأي منهما على الآخر. كما لا يكفي التحليل الجزئي أو الكلي المركز لوحده في هذه النظرية. قُدمت النظرية من قبل عالم الاجتماع أنتوني جيدينز، وخاصة في كتابه «العرف المجتمعي»أنتوني غيدنز (بالإنجليزية: The Constitution of Society) الذي يبحث في علمي الظواهر والتأويل والممارسات الاجتماعية عند التقاطع المتلازم بين البنية والفاعلين. تبنى مؤيدو النظرية هذا الموقف المتوازن وتوسعوا فيه. برغم تلقي النظرية للعديد من الانتقادات، إلا أنها تظل ركيزة أساسية للنظرية الاجتماعية المعاصرة.

## الافتراضات والأصول
سلك عالِم الاجتماع أنتوني جيدينز مسارًا ما بعد تجريبي لنظريته، حيث كان مهتمًا بالخصائص المجردة للعلاقات الاجتماعية. هذا يجعل كل طبقة أكثر قابلية للتحليل عبر الأنطولوجيات المشكلة للتجربة الاجتماعية للإنسان: الزمان والمكان (التاريخ بمعنى آخر). كان هدفه هو بناء نظرية اجتماعية كبيرة للدرجة التي تحتوي بداخلها المجال الأساسي لدراسة العلوم الاجتماعية. لم يركز على تجربة الفرد الفاعل فقط ولا وجود أي شكل اجتماعي كلي، ولكن الممارسات الاجتماعية بالترتيب عبر الزمان والمكان. زامن التركيز على الأنطولوجيا التجريدية إهمال عام وهادف للأبستمولوجيا أو المنهجية البحثية المفصلة.
استخدم جيدينز مفاهيم من النظريات الاجتماعية الموضوعية والذاتية، وتجاهل تركيز النزعة الموضوعية على البنيات المستقلة والمفتقرة إلى الاهتمام بالعناصر الإنسانية، والاهتمام الحصري للذاتية بالفعالية الفردية أو الجماعية دون مراعاة السياق الاجتماعي والبنيوي. وقد اشتبك بشكل انتقادي مع النظريات الاجتماعية الكلاسيكية في القرن التاسع عشر وأوائل القرن العشرين مثل أوغست كومت، وكارل ماركس، وماكس فيبر، وإميل دوركايم، وألفريد شوتز، وروبرت ميرتون، وإيرفينج جوفمان، ويورغن هابرماس. وهكذا كانت نظرية الهيكلة في نواح كثيرة ممارسة لتوضيح إشكاليات منطقية. استندت نظرية الهيكلة إلى مجالات أخرى أيضًا، حيث أراد جيدينز أن يجلب من حقول أخرى جوانب جديدة من علم الوجود التي شعر إنه تم إهمالها من قبل المنظرين الاجتماعيين الذين يعملون في المجالات التي تهمه. فاستعان مثلاً بالجغرافيين والمؤرخين والفلاسفة لجلب مفاهيم الزمان والمكان إلى قلب النظرية الاجتماعية. أعرب جيدينز عن أمله في أن يحدث توحيد بين الحقول العلمية على نطاق الإشكالية بأكملها. وهو الأمر الذي سينطوي على المزيد من الحوار والتعاون بين التخصصات، خاصة بين علماء الأنثروبولوجيا، ومتخصصي العلم الإنسانية، وعلماء الاجتماع من جميع الفروع، والمؤرخين، والجغرافيين، بل وحتى الروائيين.
تختلف نظرية الهيكلة عن مصادرها التاريخية. فهي على عكس البنيوية لا ترى إعادة إنتاج الأنظمة الاجتماعية نتيجة آلية، بل كعملية مؤسسة فعالة تتحقق على يد وتتكون في الوقت نفسه من أعمال الأفراد النشطين. ترى النظرية نظرية الهيكلة الأفراد مشاركين نشطين في العملية، على عكس مفهوم ألتوسير الذي يتصورهم كحاملي البنية. تركز النظرية نظرية الهيكلة على البنية بدلاً من الإنتاج فقط، وهذا نقيض فلسفة الفعل والأشكال الأخرى لعلم الاجتماع التفسيري. ترى نظرية الهيكلة اللغة على عكس نظرية سوسور عن إحداث التعبيرات كأداة يمكن من خلالها النظر إلى المجتمع، وليس كعرف للمجتمع. وهذا اختلاف بينها وبين اللغويين البنيويين مثل كلود ليفي شتراوس ومنظري القواعد النحوية التوليدية مثل نعوم تشومسكي. تعترف نظرية الهيكلة فقط بالحركة والتغيير والانتقال على عكس نظرية ما بعد البنيوية التي ركزت على آثار الزمان والمكان. وعلى عكس الوظيفية التي تضم فيها البنيات ومرادفاتها الافتراضية «الأنظمة» المنظمات، تنظر نظرية الهيكلة إلى البنيات والأفراد على أنهم مفاهيم منفصلة. لا تتبنى نظرية الهيكلة على عكس الماركسية مفهومًا مفرط التقييد للمجتمع، واعتماد الماركسية على مفهوم محرك التاريخ العالمي (أي الصراع الطبقي). كما لا تتفق مع نظرياتها عن التكيف الاجتماعي، وإصرارها على اعتبار الطبقة العاملة كطبقة عالمية واعتبار الاشتراكية الشكل النهائي للمجتمع الحديث. جدير بالذكر أنه لا يمكن توقع تقديم النظرية نظرية الهيكلة للضمانات المعنوية التي يزعم المنظرون النقديون تقديمها لها أحيانًا.

## ازدواجية البنية (الهيكل)
لاحظ جيدينز أن مصطلح البنية (الهيكل) في التحليل الاجتماعي يشير عمومًا إلى القواعد والموارد، ويشير بشكل أكثر تحديداً إلى الخصائص البنيوية التي تسمح بالربط بين الزمان والمكان في النظم الاجتماعية. هذه الخصائص تجعل من الممكن وجود ممارسات اجتماعية متشابهة عبر الزمان والمكان وهذا ما يضفي عليها شكلًا نظاميًا. يعتمد الفاعل -المجموعات أو الأفراد- على هذه البنيات لأداء ممارسات اجتماعية من خلال الذاكرة الجمعية، والتي تسمى أيضًا آثار الذاكرة، وهي بالتالي الأداة التي يتم من خلالها تنفيذ الممارسات الاجتماعية. ومع ذلك تعتبر البنية هي أيضا نتيجة لهذه الممارسات الاجتماعية. وهكذا يتصور جيدينز ازدواجية البنية على أنها:
«التكرار الأساسي للحياة الاجتماعية على النحو المنصوص عليه في الممارسات الاجتماعية: فالبنية هي الوسيط والنتيجة في الوقت ذاته لتكرار هذه الممارسات. تنضم البنية في الوقت نفسه إلى عرف الفاعل والممارسات الاجتماعية، وتتواجد أيضًا في لحظة خلق هذا العرف».
يستخدم جيدينز ازدواجية البنية (أي الواقعي/التصوري، الجزئي/الكلي) للتأكيد على طبيعة البنية كوسيط وناتج في الوقت نفسه. تتواجد البنى داخليًا بداخل الفاعلين، حيث أن آثار الذاكرة هي نتاج الميراث الظاهراتيّ والتأويلي، وخارجيًا كتعبير عن الممارسات الاجتماعية. وبالمثل فإن البنى الاجتماعية تحتوي على فاعلين و/أو هي نتاج أعمال سابقة لفاعلين. يعتبر جيدينز هذه الثنائية بالإضافة إلى البنية والنظام، ومفهوم التكرارية هم جوهر النظرية نظرية الهيكلة. تم تبني نظريته من قبل ذوي الميول نظرية الهيكلة، ولكنهم يرغبون وضع هذه البنى في قلب الممارسة الإنسانية بدلاً من تجسيدها كنوع مثالي أو خاصية مادية. يختلف هذا مثلاً عن نظرية شبكة الفواعل التي يبدو أنها تمنح بعض الاستقلالية لبعض الأدوات التقنية.
للأنظمة الاجتماعية أنماط متغيرة من العلاقات الاجتماعية بمرور الوقت؛ فالطبيعة المتغيرة للزمان والمكان تحدد تفاعل العلاقات الاجتماعية وبالتالي بنيتها. كانت البنى أو النماذج الاجتماعية حتى الآن إما أن تكون خارجة عن نطاق سيطرة الإنسان (النهج الوضعي) أو تحت افتراض أن الفعل يخلقها (النهج التأويلي). تؤكد ازدواجية البنية على كونها جوانب مختلفة لنفس السؤال المحوري حول كيفية نشأة النظام الاجتماعي.
اقترح جريجور ماكلينان إعادة تسمية هذه العملية «ثنائية البنية والفاعلية»، حيث أن كلا الجانبين يشارك في استخدام وإنتاج الممارسات الاجتماعية.

### دورة نظرية الهيكلة
إن ازدواجية البنية هي بالأساس عملية تغذية راجعة-تغذية أمامية، حيث يصبح كل من الفاعلين والبنى مؤثرين في النظم الاجتماعية، وتصبح الأنظمة الاجتماعية بدورها جزءًا من هذه الازدواجية. وبالتالي تعترف نظرية الهيكلة بما يسمى «الدورة الاجتماعية». تفحص النظرية نظرية الهيكلة البنى والصيغة والتفاعل أثناء دراستها للنظم الاجتماعية. الصيغة modality في النظام البنيوي هي الوسائل التي يتم عن طريقها ترجمة البنى إلى ممارسات.

#### التفاعل
التفاعل هو نشاط الفاعل داخل النظام الاجتماعي والمكان والزمان. يمكن أن يُفهم التفاعل على أنه حدوث متقطع ولكن روتيني للقاءات، والذي يتلاشى في الزمان والمكان ومع ذلك يُعاد تشكيله باستمرار في مناطق مختلفة من الزمان. يمكن أن تؤثر القواعد والقوانين على التفاعل كما اقترح غوفمان. الإطارات Frames هي مجموعات من القواعد التي تساعد على تشكيل وتنظيم أنشطة الفاعلين، وإضفاء صفة النوع على هذه الأنشطة واخضاعها لمجموعة من العقوبات. تعتبر الإطارات ضرورية للفاعلين لكي يشعروا بالأمان الأنطولوجي والثقة في أن الأفعال اليومية يمكن توقعها إلى حد ما. فكلما يتفاعل الأفراد في سياق ما فأنهم يعالجون -دون أي صعوبة، وفي كثير من الحالات دون اعتراف واع- السؤال: «ما الذي يحدث هنا؟» التأطير Framing هو الممارسة التي يقوم الفاعلون من خلالها بإضفاء المنطق على ما يقومون به من أفعال.